# Haus Stockum (Willich)

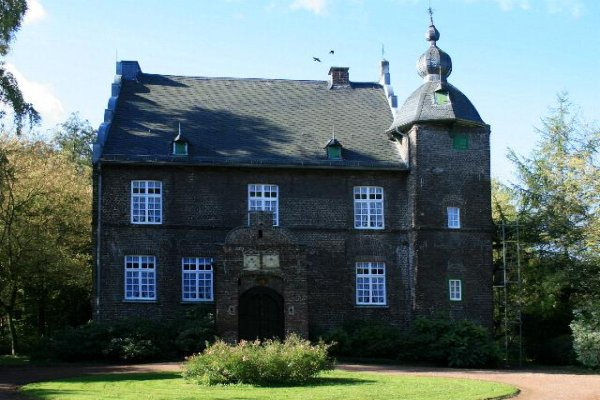
Ostfassade von Haus Stockum

Das Haus Stockum ist ein wasserumwehrter ehemaliger Herrensitz im Gebiet der zum Kreis Viersen zählenden Stadt Willich in Nordrhein-Westfalen. Der im frühen 17. Jahrhundert errichtete Backsteinbau befindet sich etwas südlich des Willicher Stadtteils Anrath, ungefähr zwischen der Anrather Außenwohnlage Vennheide, der ländlichen Ortschaft Clörath und dem meistens zum Stadtteil Neersen gerechneten Weiler Hagwinkel/Am Bökel. Das Anwesen wurde am 14. März 1993 unter der Listennummer 3 der Denkmalliste der Stadt Willich als erhaltenswertes Baudenkmal eingestuft.

## Geschichte

### Vorgeschichte
Das Grundstück des heutigen Hauses Stockum einschließlich der zugehörigen Ländereien war seit dem 10. Jahrhundert Grundbesitz der Abtei Gladbach und gehörte politisch seit dem Jahr 1349 zum Territorium des Kurfürstentums Köln, wo es dem damaligen Amt Oedt zugeordnet war. Im Jahr 1408 wurde das Gelände des späteren Hauses Stockum erstmals urkundlich erwähnt, als ein Arnold von Huntzler (oder Honselaer) von der Abtei Gladbach mit dem seinerzeit dort befindlichen Hof zu Klüppelsrade belehnt wurde. Der Hof zu Klüppelsrade, auch Klüppelshof oder Dollenhof genannt, war ursprünglich ein sogenanntes Ritterlehen und daher während früherer feudalzeitlicher Epochen von der Steuer- und Abgabenpflicht befreit.
Die Lehnsbücher der Abtei Gladbach listen für das 15. und das 16. Jahrhundert eine Reihe weiterer Nutzungsberechtigter auf, schließlich wurde im Jahr 1596 eine Elisabeth von Holthausen, Witwe des Johann von Hasselholtz genannt Stockheim, mit dem Grundstück belehnt. Bei der Familie mit dem etwas umständlichen Familiennamen „von Hasselholtz genannt Stockheim“ handelte es sich vermutlich um Nachkömmlinge eines Aachener Patriziergeschlechts. Nachfolger als Inhaber des Lehens waren zwei Söhne dieser Witwe, und zwar zunächst ein Reiner von Hasselholtz genannt Stockheim, später dann ein (Johann) Wilhelm von Hasselholtz genannt Stockheim.

### 17. Jahrhundert
Reiner von Hasselholtz genannt Stockheim begann im Jahr 1618 auf dem Grundstück des bisherigen Klüppelshofs mit dem Neubau des 1621 fertiggestellten Hauses Stockum, wobei der Name von einer (früheren) Hasselholtz’schen Besitzung in den Niederlanden abgeleitet worden sein soll.
Im Jahr 1655 heiratete eine Maria Sibilla, Fräulein von Hasselholt genannt Stockheim zum Dollenhof, wahrscheinlich eine Tochter des Wilhelm von Hasselholtz genannt Stockheim und zu einem späteren Zeitpunkt offenbar Erbin des Anwesens, Georg Balthasar von Mernich zu Schauenstein, der Oberst im Dienst des spanischen Militärs war. Er diente dem spanischen König dabei unter anderem als Statthalter in der heute nordfranzösischen Stadt Valenciennes, die damals ebenso zu den Spanischen Niederlanden gehörte wie das nur einige hundert Meter südlich von Haus Stockum beginnende Gebiet der Herrlichkeit Viersen.

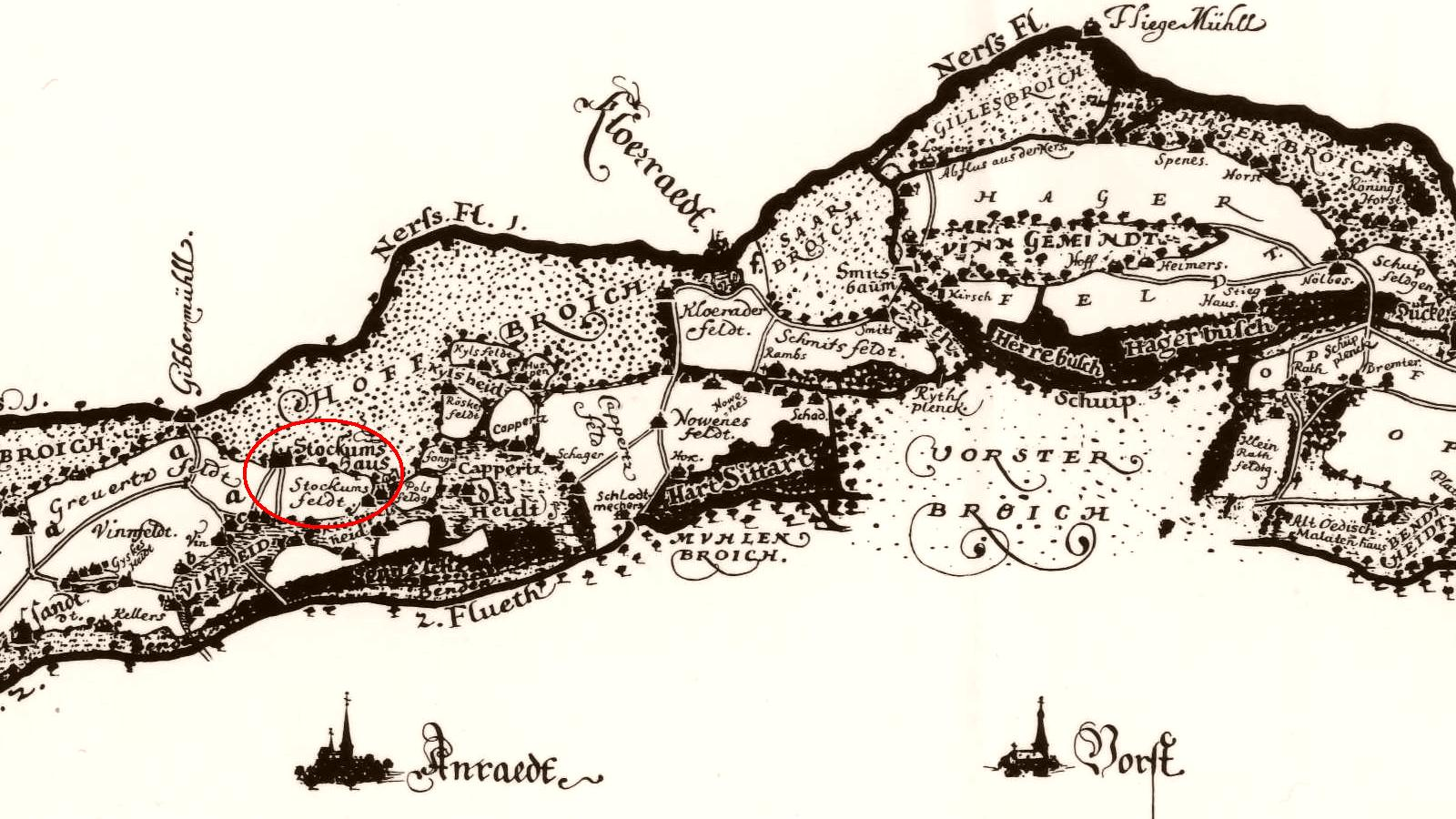
Dieser Ausschnitt aus einer (nach Westen ausgerichteten) alten Karte des früheren Amtes Oedt von 1660 verdeutlicht die einstige Grenzlage des Hauses Stockum:
Der auf der Karte oben erkennbare Fluss Niers bildete im 17. Jahrhundert die Grenze zwischen dem Kurfürstentum Köln (unten) und den Spanischen Niederlanden (oben).

Ab 1666 ist dann zunächst ein Constantin Theodor von Hasselholt genannt Stockheim zum Dollenhof, wahrscheinlich ein Sohn des zuvor erwähnten Wilhelms von Hasselholtz genannt Stockheim bzw. ein Bruder jener inzwischen als Frau von Mernich zu Schauenstein verheirateten Maria Sibilla, als Inhaber des Anwesens überliefert. Auch die Eheleute von Mernich zu Schauenstein wohnten offenbar weiterhin auf Haus Stockum. So gewährte beispielsweise Adrian Wilhelm von Viermund, unter anderem Herr von Neersen und Erbvogt zu Anrath, dem Oberst von Mernich zu Schauenstein im Jahr 1658 das Jagdrecht auf Neersener Gebiet, und im Jahr 1669 ließ das Ehepaar von Mernich zu Schauenstein in der Anrather Pfarrkirche einen Sohn auf den Namen Wilhelmus Franciscus Arnoldus (Wilhelm Franz Arnold) taufen.
Am 27. November 1673 erwarb Georg Balthasar von Mernich zu Schauenstein schließlich für 12.000 Brabanter Gulden vom Spanischen König Karl II. die Rechte der hohen, mittleren und niederen Gerichtsbarkeit in der benachbarten Herrlichkeit Viersen, die vom spanischen Herrscher meistbietend versteigert wurde. Hierüber entwickelte sich ein Rechtsstreit mit dem Kölner Stift St. Gereon, das sich als ursprünglicher Inhaber der Viersener Grundherrschaft heftig gegen den Verkauf der Gerichtsbarkeit an eine Privatperson wehrte. Die durch den Oberst von Mernich erworbenen Jurisdiktionsrechte waren dabei offenbar erblich, denn nachdem dieser in seiner Funktion als Statthalter von Valenciennes dort im März 1677 im Rahmen des Niederländisch-Französischen Krieges umgekommen war, gingen sie über die Viersener Gerichtsbarkeit auf dessen hinterbliebene Witwe Maria Sibilla über. Diese nannte sich fortan „Frau von Viersen“.
Mit dem Erwerb der Gerichtsbarkeit über Viersen hatte sich der Oberst von Mernich offenbar fast übernommen, die wegen des fortdauernden Rechtsstreits mit dem Stift St. Gereon fälligen Prozessgebühren stellten eine zusätzliche Belastung dar, sodass seine Witwe gleich zu Beginn ihrer Gerichtsherrschaft in finanziellen Schwierigkeiten steckte. Die ihr drohende private Zahlungsunfähigkeit bewirkte dann 1687 einen Weiterverkauf der Viersener Jurisdiktionsrechte zum ursprünglichen Erwerbspreis von 12.000 Brabanter Gulden. Käufer war das Stift St. Gereon, das ohnehin Grundherr in Viersen war, während die Territorialherrschaft dort weiter vorerst beim spanischen König lag. Durch die Weiterveräußerung der Viersener Gerichtsbarkeit konnte die Witwe von Mernich dank des erzielten Erlöses zwar ihren Besitz vorerst halten, politisch versanken das Haus Stockum und dessen Besitzer jedoch dadurch in der Bedeutungslosigkeit.

### 18. Jahrhundert
Nach dem im Jahr 1687 gerade noch verhinderten Privatbankrott standen der Witwe von Mernich zu Beginn des 18. Jahrhunderts erneut wirtschaftlich schwierige Zeiten bevor. Karl II. von Spanien war kinderlos, mit ihm starb 1700 der letzte habsburgische Herrscher auf dem spanischen Thron. Der Streit um seine Nachfolge führte ab 1701 zum Spanischen Erbfolgekrieg, in dessen Verlauf auch das Haus Stockum durch seine grenznahe Lage zu den Spanischen Niederlanden in Mitleidenschaft gezogen wurde, weil es immer wieder zu Plünderungen durch dort aufmarschierendes oder verweilendes Militärpersonal kam. Dies führte zu erneuter Verschuldung der Witwe von Mernich, sodass 1707 ein zwangsweiser Verkauf des Anwesens unvermeidlich schien. Dieser blieb nur deswegen aus, weil die frühere Gerichtsherrin von Viersen noch im selben Jahr verstarb.
Nachfolger der Witwe von Mernich als Inhaber des Hauses Stockum wurde ihr Schwiegersohn, der Freiherr Johann Wilhelm von Kessel, der seit dem Jahr 1702 mit ihrer Tochter Anna Katharina Sophia verheiratet war. Dabei hatte jener Freiherr offenbar von seiner Schwiegermutter auch deren Schuldenlast übernommen, die er aber ebenso wenig mindern konnte. Dies führte im Jahre 1716 zur Zwangsversteigerung des Anwesens durch das Gericht zu Oedt. Dem Freiherrn von Kessel gelang es jedoch, das Haus Stockum im Familienbesitz zu halten, in dem er den Besitz im Namen seiner drei Söhne selbst ersteigerte. Auch in der Folgezeit besserte sich die finanzielle Gesamtlage jedoch nicht wesentlich, und so wurde der Freiherr von Kessel 1720 sogar in Erzwingungshaft genommen, weil er seinen Zahlungsverpflichtungen nicht nachkam. Außerdem forderte das Gericht zu Oedt Erbpächter und Zinsleute dazu auf, keine Abgaben mehr an ihn zu leisten. Im weiteren Verlauf des 18. Jahrhunderts ging der Besitz dann wohl auf Werner Volmar Balthasar Adolf von Kessel, den zweiten Sohn des Ehepaares, über.
Im Jahr 1794 besetzten französische Revolutionstruppen das gesamte linksrheinische Gebiet, wozu auch der größte Teil das Kurfürstentums Köln mit dem Amt Oedt und Haus Stockum gehörte. Die Franzosenzeit währte bis etwa 1814. 1795 und 1796 war eine französische Lazarettverwaltung im Haus Stockum untergebracht. Frankreichs Herrschaft im Rheinland beschränkte sich nicht auf die bloße Militärpräsenz; auch im zivilen Bereich wurden, zum Zweck der Eingliederung des Gebiets in den französischen Staat, französische Verwaltungsstrukturen eingeführt. 1798 führte die französische Verwaltung eine kommunale Gebietsreform durch. Dabei wurde das Gebiet von Clörath (mit Haus Stockum), das bisher zum Amt Oedt gehörte, von diesem abgetrennt und stattdessen der von den Franzosen neu gegründeten Bürgermeisterei (Mairie) Neersen zugeschlagen.

### Nach 1800

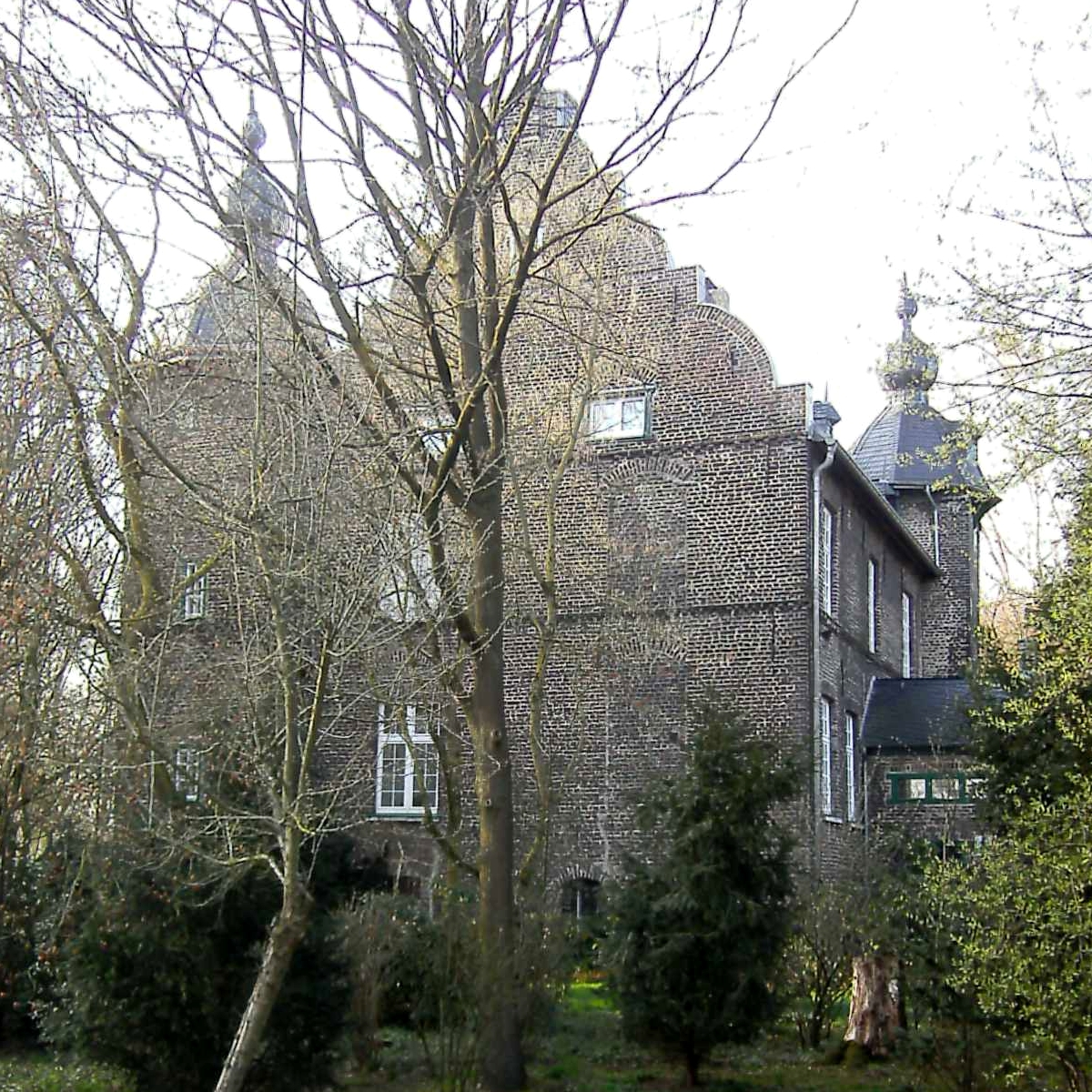
Haus Stockum, Südansicht

Nach der endgültigen Niederlage Napoleon Bonapartes (Schlacht bei Waterloo im Mai 1815) kam das Gebiet beim Wiener Kongress zum Königreich Preußen, eine Siegermacht der napoleonischen Kriege. Die neue preußische Verwaltung beließ es bei der Zugehörigkeit Clöraths mit Haus Stockum zur Bürgermeisterei Neersen.
Seitdem sind für das Haus Stockum keine adeligen Eigentümer mehr überliefert. Auch unter den neuen bürgerlichen Eigentümern setzte sich der Niedergang des Anwesens, der bereits unter den Eheleuten von Mernich Ende des 17. Jahrhunderts begonnen hatte, allmählich fort. Große Teile des zum früheren Rittergut gehörenden Landbesitzes wurden nach und nach an die Bauern der umliegenden Höfe verkauft. Gegen Ende des 19. Jahrhunderts ging schließlich auch der Besitz des restlichen Anwesens auf einen benachbarten Landwirt über. In dieser Zeit verfiel der Gebäudekomplex immer mehr. Die Wirtschaftsgebäude des Anwesens wurden abgebrochen, und mit dem dabei anfallenden Bauschutt füllte man die Wassergräben auf, sodass von deren einstiger Tiefe nicht viel blieb. Zu Beginn des 20. Jahrhunderts war das noch verbliebene Wohngebäude, das Herrenhaus, nicht mehr bewohnbar.
Im Jahr 1925 kaufte Peter Joseph Jörg, seinerzeit Landrat des früheren Kreises Gladbach, das Grundstück mit dem noch vorhandenen Herrenhaus. Mit finanzieller Unterstützung des Vereins für Denkmalpflege in der Rheinprovinz ließ Jörg das Anwesen sanieren und wiedererrichten. Die Fundamente wurden gestützt und die Teichanlage auf der West- bzw. Nordwestseite des Wohnhauses, die Teil des Wassergrabensystems war, wurde wiederhergestellt.

## Sonstiges
Haus Stockum, das Dückerhaus in Oedt und Haus Neersdonk bei Vorst haben alle je zwei diagonal versetzte Ecktürme.